# Montérolier
Montérolier é uma comuna francesa na região administrativa da Normandia, no departamento de Sena Marítimo. Estende-se por uma área de 11,58 km². Em 2010 a comuna tinha 603 habitantes (densidade: 52,1 hab./km²).